# Bataille de Cornus
Deuxième guerre punique
Batailles
219 av. J.-C. : Sagonte
218 av. J.-C. : Rhône, Cissa, Tessin, La Trébie
217 av. J.-C. : Victumulae, Plaisance, Èbre, Lac Trasimène, Geronium
216 av. J.-C. : Cannes, Selva Litana, Nola (1re)
215 av. J.-C. : Cornus, Dertosa, Nola (2e)
214 av. J.-C. : Nola (3e) 
 213 av. J.-C. : Syracuse
212 av. J.-C. : Capoue (1re), Silarus, Herdonia(1re)
 211 av. J.-C. : Bétis, Capoue (2e)
210 av. J.-C. : Herdonia (2e), Numistro
209 av. J.-C. : Asculum, Carthagène
208 av. J.-C. : Baecula
207 av. J.-C. : Grumentum, Métaure
206 av. J.-C. : Ilipa, Carthagène (2e) (ca)
204 av. J.-C. : Crotone
203 av. J.-C. : Utique, Grandes Plaines
202 av. J.-C. : Zama
La bataille de Cornus eut lieu pendant la deuxième guerre punique, en 215 av. J.-C., quand une armée carthaginoise fut envoyée en Sardaigne pour apporter de l'aide aux tribus sardes révoltées contre Rome. Les Romains envoyèrent eux aussi une armée, commandée par le préteur Titus Manlius Torquatus, et les deux armées s'affrontèrent près de Cagliari. La bataille se termina par la déroute totale des Carthaginois et de leurs alliés et Rome put ainsi mettre fin à la révolte et rétablir sa domination sur la Sardaigne.